# Comarca Daute
Die Comarca Daute ist eine der 15 Comarcas in der Provinz Santa Cruz de Tenerife.
Die im Nordwesten der Insel Teneriffa gelegene Comarca umfasst vier Gemeinden auf einer Fläche von 144,58 km².

## Gemeinden
| Gemeinde             | Einwohner (2024) | Fläche km² | Dichte Einw./km² | Cod INE | Postleitzahl        |
| -------------------- | ---------------- | ---------- | ---------------- | ------- | ------------------- |
| Buenavista del Norte | 4.680            | 67,42      | 69               | 38010   | 38479, 38480, 38489 |
| Garachico            | 4.924            | 29,28      | 168              | 38015   | 38450, 38458–38460  |
| Los Silos            | 4.705            | 24,23      | 194              | 38042   | 38470               |
| El Tanque            | 2.787            | 23,65      | 118              | 38044   | 38435               |
| Comarca Daute        |                  | 144,58     | 0                | –       | –                   |

## Nachweise
1. ↑  Instituto Nacional de Estadística Municipal Register of Spain
2. ↑  Regionen und Großregionen der Kanarischen Inseln, territoriale Abgrenzungen für statistische Zwecke